# Crassula alata
Crassula alata ((Viv.) A.Berger, 1930) è una pianta succulenta appartenente alla famiglia delle Crassulaceae, autoctona in una vasta area tra il Nordafrica e l'India. Prima dell'attribuzione al genere Crassula questa specie era nota come Tillaea alata (Viv., 1830), basionimo dell'attuale denominazione.
L'epiteto specifico alata deriva dal latino e vuol dire "a forma di ali", con riferimento alle foglie della pianta.

## Descrizione

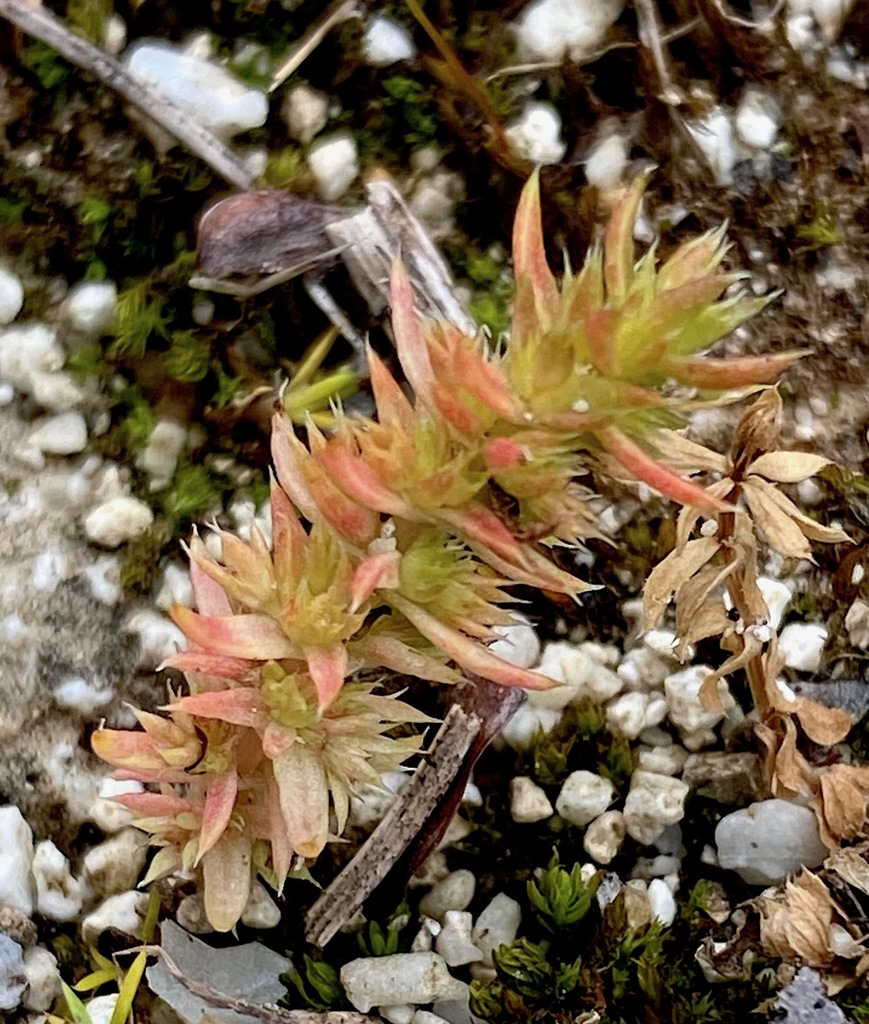
Foglie di C. Alata

È una pianta erbosa a carattere annuale e portamento eretto che può crescere tra i 5 e i 12 centimetri d'altezza.
Le foglie sono sessili, lunghe tra i 3 e i 7 millimetri, larghe 0,5–2 mm e di colore verde ma, se sottoposte ad una forte luce solare, tenderanno ad un colore rossastro. Queste sono generalmente glabre ma alle estremità terminano con un'appendice setulosa di colore biancastro.
Ha un comportamento da terofita scaposa (T scap), ossia con un asse fiorale allungato, con un'infiorescenza che si sviluppa tra agosto ed ottobre. Queste infiorescenze sono ascellari e composte 3-5 fiori di colore generalmente bianco, uniti alla pianta da un pedicello lungo circa 4 millimetri. I sepali sono di forma lanceolata, con punte setulose, lunghi circa 1,5 mm mentre i petali, sempre lanceolati, sono lunghi circa 0,8 mm e di un colore da bianco a rossastro.
I semi sono contenuti in dei carpelli, solitamente a coppie, lunghi circa 0,4 millimetri e striati. Trattandosi di una pianta terofita dopo che ha prodotto i semi questa muore, concludendo il suo ciclo vitale.

## Distribuzione
La C. alata è autoctona in una vasta area che va dal Nordafrica, all'India e la si può trovare anche in Grecia, Medio Oriente, Transcaucasia e penisola arabica. A causa dell'uomo risulta inoltre introdotta anche negli stati di Victoria, Australia Occidentale e Meridionale in Australia oltre che in Nuova Zelanda.
In Italia si può trovare solo sull'isola di Pantelleria, in Sicilia, dove è classificata come una specie criptogenica: ossia non si è in grado di determinare se sia di origine autoctona o meno.

## Sottospecie
Al momento, oltre alla pianta in sé, è accettata una sola sottospecie:
- Crassula alata subsp. pharnaceoides (Fisch. & C.A.Mey.) Wickens & M.Bywater[13]

Sottospecie che differisce sostanzialmente per l'areale di diffusione, concentrandosi principalmente in Africa Orientale, Camerun e Namibia, oltre che dal fatto che ha fiori composti in genere da 3 petali, invece che 5.

Inoltre per indicare la specie principale si può anche utilizzare il nome Crassula alata subsp. alata.

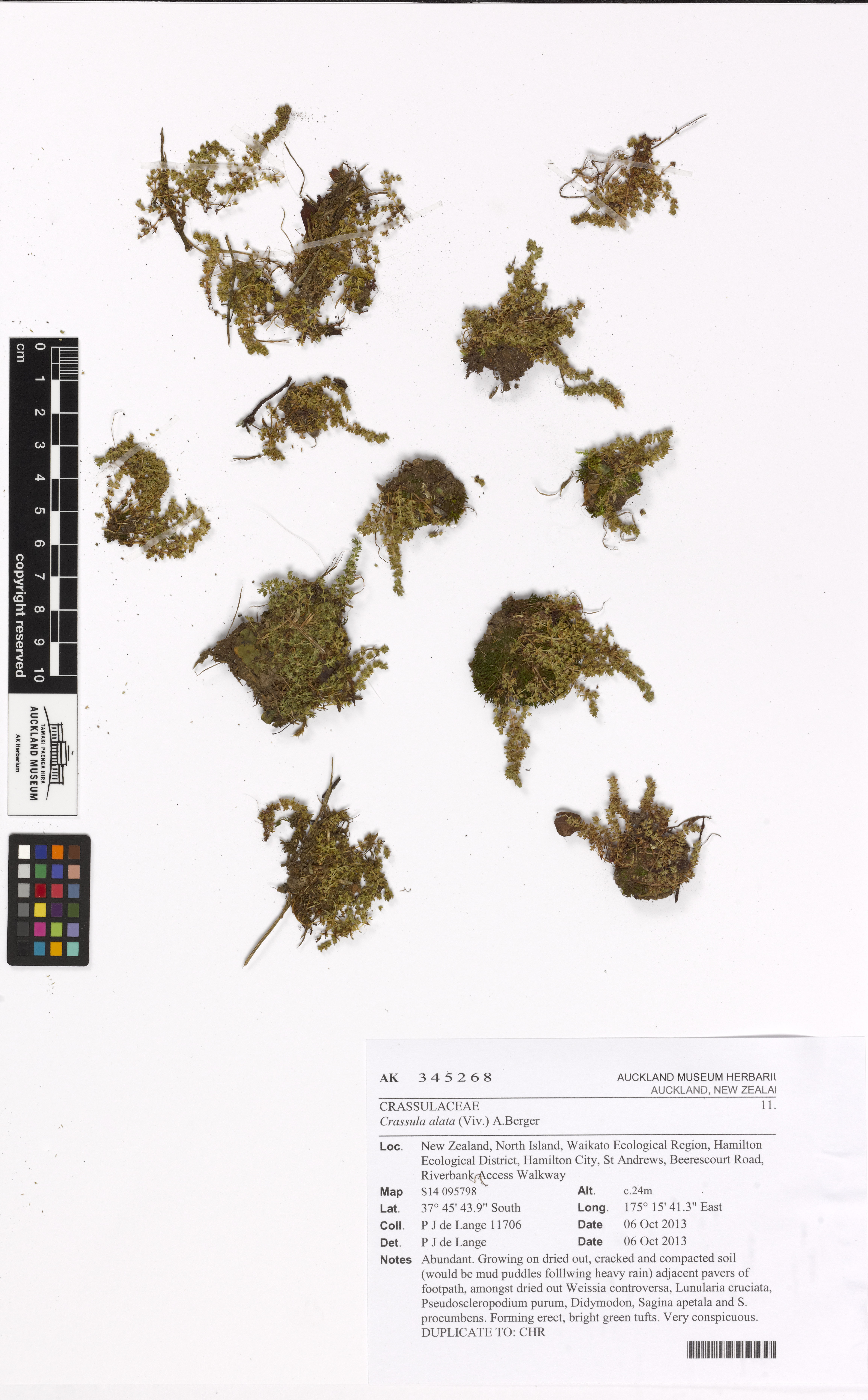
Campioni di Crassula alata
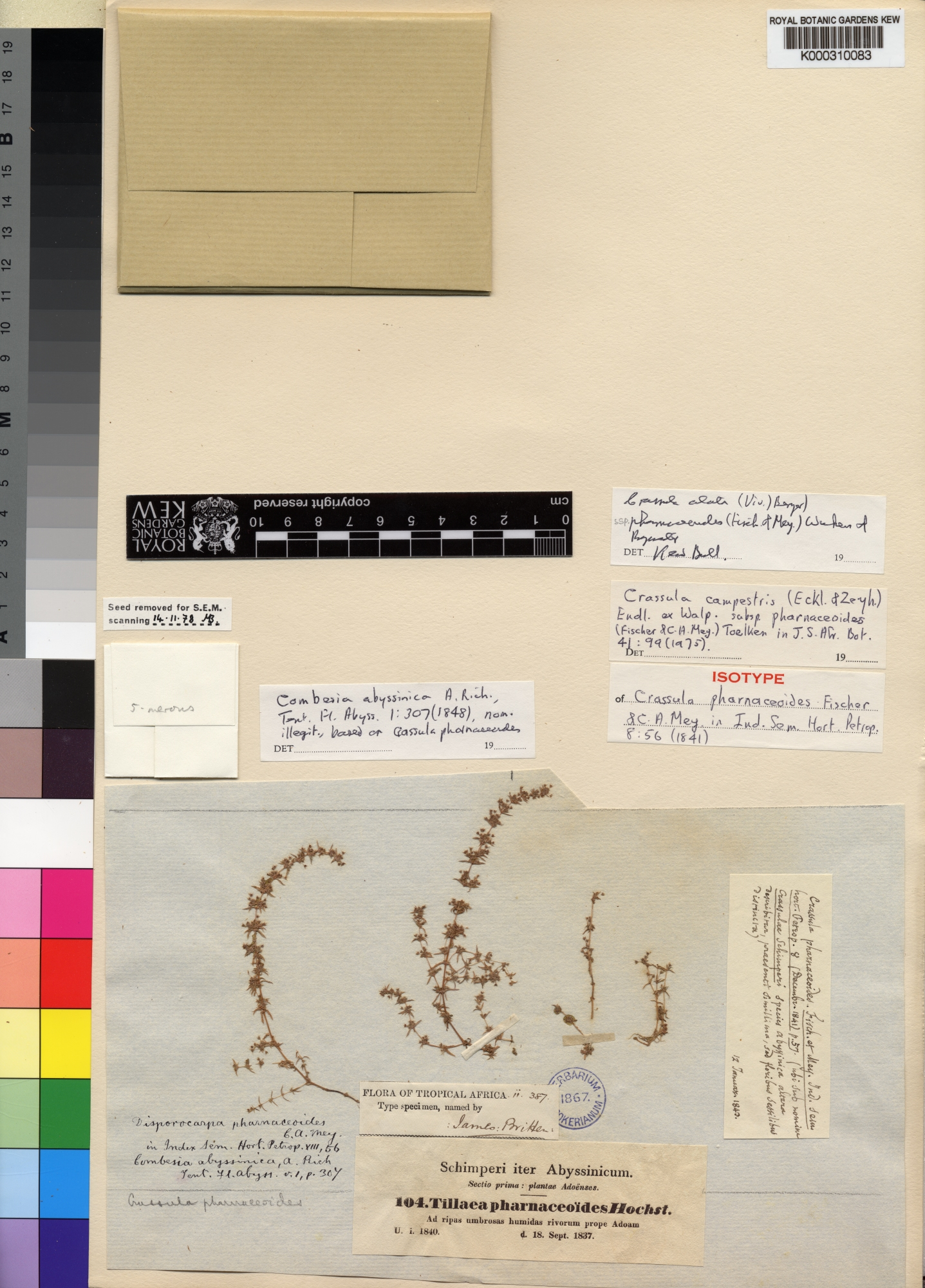
Campioni di Crassula alata subsp. pharnaceoides